# Elementarisierung
Die Elementarisierung ist ein Begriff aus der Didaktik und gehört zu den Maßnahmen der didaktischen Reduktion. Sie bezeichnet die Rückführung eines fachlichen Inhalts auf einen grundlegenden Teilaspekt, wodurch der Inhalt für einen bestimmten Schülerkreis verständlich wird.
Beispielsweise kann das (undifferenzierte) Teilchen als elementarste Vorstellung über den Bau der Materie herangezogen werden.

## Didaktische Theorien
Mit Johann Heinrich Pestalozzis „Elementarmethode“ ist die klassische Theorie der didaktischen Elementarisierung formuliert worden (Wie Gertrud ihre Kinder lehrt, 1801). Ausgehend von der natürlichen Anschauung entwickelte er eine allgemeine psychologische Unterrichtsmethode. Zur Einsicht in die Zusammengehörigkeit von Objekten müssen sie zuvor auf ihre wesentlichen Merkmale reduziert werden, womit sie zu Elementen größter Einfachheit werden. Sie bilden die Ausgangspunkte jeden Kennens, Könnens und Wollens, die harmonisch entwickelt werden sollten. „Kopf, Herz und Hand“ stehen für die zusammenhängende Entwicklung von Intellekt, praktischen Fähigkeiten und Sittlichkeit im Durchlaufen der „Wohnstube“, der Schule, des Berufes und im Staat. Die gewonnenen klaren Begriffe werden nur schrittweise in einer Stufenfolge erweitert. Erst das Einfache vollkommen begreifen, dann zum Verwickelten fortschreiten, heißt eine Grundregel, oder: Vom Nahen zum Entfernten! Von der wirren Anschauung zu klaren einfachen Begriffen, Zahlen, Formen zu klaren Denkstrukturen; von einfachsten Tätigkeiten (Schlagen, Tragen, Werfen) zu komplexeren und durchplanten Tätigkeiten; von naiven Gefühlen zu anstrengender Übung in sittlichem Verhalten zur moralischen Einsicht. Das Lesen wird so über die Buchstaben gelernt: erst die Vokale, dann die Konsonanten für die Silben dann ganze Wörter und schließlich Sätze und Texte. Eine didaktische Verfrühung von Lerninhalten führt zu fehlendem Verständnis.

Pestalozzi suchte die universale und natürliche Unterrichtsmethode. Dieser Drang
„führte mich natürlich und einfach dahin, sehr bald einzusehen, dass allgemeinverständliche Unterrichtsmittel von einfachen Anfangspunkten ausgehen müssen, und wenn sie in lückenlosen Reihen- und Stufenfolgen fortgeführt werden, ihre Resultate zu einem psychologisch gesicherten Erfolg hinführen müssten“. (Vorwort zu Wie Gertrud ihre Kinder lehrt, 1801)
Die Forderung nach einer für alle Gegenstände einsetzbaren und lückenlosen Methode hat sich als unrealistisch erwiesen.
Wolfgang Klafki hat die didaktische Elementarisierung neben der fundamentalen Einsicht als Bestandteil des exemplarischen Prinzips fortentwickelt. Sie gehört damit zur Didaktischen Analyse.
In der Inklusiven Pädagogik spielt Elementarisierung eine zentrale Rolle, um alle Schüler in den Unterricht einzubinden.

## Elementarisierung in der Physikdidaktik
In der Schulphysik muss die Aufbereitung von Sachverhalten, die Elementarisierung, sich an der Struktur der Gegenstände, an den psychischen Fähigkeiten der Lernenden und an den didaktischen Zielen orientieren. Dafür müssen die Gegenstände vereinfacht und zerlegt werden. (Adolph Diesterweg: „Gib kleine Ganze!“) In neueren Werken wird Elementarisierung auch didaktische Rekonstruktion genannt (Ulrich Kattmann 1997).
Ein Kühlschrank ist noch kein kleines Ganzes, das verstanden werden kann. Erst muss er in kleinere (technische) Vorgänge (Kühlung, Abwärme, Strom) zerlegt werden, die für sich zu begreifen sind.

## Elementarisierung in der Religionspädagogik
Besonders einflussreich erwies sich das Elementarisierungsmodell für die Religionspädagogik. Vor allem Karl Ernst Nipkow und Friedrich Schweitzer machten das Modell für die Unterrichtsplanung fruchtbar. Das Modell besteht aus fünf Elementen bzw. Fragerichtungen, welche sich wechselweise durchdringen und ergänzen. Eine feste Reihenfolge der Bearbeitung ist dabei nicht vorgesehen, vielmehr ist sie je nach Gegenstand und eigenem Ansatzpunkt jeweils zu variieren. Nachfolgend wird der Vorschlag für eine Reihenfolge nach Hans Mendl dargestellt bei den letzten drei in Klammern erweitert um Ergänzungsbezeichnungen, die Karlo Meyer zum besseren Verständnis vorgeschlagen hat.
- Elementare Struktur

Betrifft die sachorientierte Erschließung: Der Lernstoff wird auf das Wesentliche reduziert. Es erfolgt eine Konzentration und Reduktion auf Kernaussagen und -gehalte. Der Lerngegenstand wird so schüler- und situationsgerecht vereinfacht. Gleichzeitig kann so der didaktische Kern des Lehrziels herausgearbeitet werden.
- Elementare Erfahrungen

Betrifft die anthropologische Erschließung: Die spezifischen Erfahrungen und die Lebenswirklichkeit der Schüler wird in den Blick genommen. So können Parallelen und Kontraste zum Lerngegenstand aus dem Alltag der Schüler gewonnen werden. Mit ihren eigenen Erfahrungshorizonten können die Schüler sich dem Lerngegenstand individuell nähern, mit ihm identifizieren oder ihn ablehnen. So kann eine konstruktive Aneignung des Stoffes gelingen. Der Begriff „elementare Erfahrung“ bezieht sich zugleich aber auch auf Erfahrungen, die in der Tradition, z. B. in der Bibel, gemacht wurden. Erfahrungen der Schüler und die der Tradition können so innerhalb dieses Aspekts des Elementarisierungsprozesses aufeinander bezogen werden.
- Elementare Zugänge (elementare Denkweise)

Betrifft die entwicklungspsychologische Erschließung: Ausgehend von der elementaren Erfahrungsdimension der Schüler sind alters-, milieu- und entwicklungsbedingte Denkweisen und damit verknüpfte Lebensbezüge zu suchen. Durch solche finden die Schüler sehr individuelle Verstehens-, Wahrnehmungs- und Glaubenszugänge zum Unterrichtsgegenstand. Auch dies dient der einfacheren individuellen Aneignung.
- Elementare Wahrheiten (elementares existenzielles Potential)

Betrifft die theologische und allgemeiner existentielle Erschließung: Vor dem Hintergrund der vorausgegangenen Elementarisierungsschritte wird der theologisch-existenzielle Kern des Unterrichtsstoffes in dreifacher Weise in den Blick genommen. Zum einen wird über den zentralen Wahrheitsgehalt des Themas „an sich“ (die theologische Sachebene) oder (falls nicht direkt erhebbar) die zugrunde liegenden großen Menschheitsfragen reflektiert. Dieser wird zum anderen daran gemessen, was diese Wahrheit für die Schüler bedeuten kann (die kindliche Anschauungsebene). Schließlich ist hier auch die Person der Lehrkraft gefragt, persönlich zum theologischen Gehalt oder zur existentiellen Frage Stellung zu beziehen (persönliche Anschauungsebene). All diese Bedeutungsebenen werden dabei in dialogischer Weise zusammengeführt und didaktisch aufbereitet.
Karlo Meyer schlägt vor, nach den vier Klärungen, aber vor dem Erörtern möglicher Lernwege, zunächst einen klaren Fokus aus den bisherigen Überlegungen festzulegen.
- Elementare Lernwege (konvergierende, aktivierende Lernformen[13])

Betrifft die didaktische Erschließung im Blick auf das Unterrichtsgeschehen: Im letzten Elementarisierungsschritt ist nach didaktischen Mitteln und Methoden zu suchen, welche die so erarbeiteten Einzelaspekte des Unterrichtsstoffes in konstruktiver Weise und idealerweise im Dialog den Schülern vergegenwärtigt. Sie sollten mit dem zuvor erarbeiteten konvergieren, also im Einklang mit ihm stehen. Neben kognitiven Zugängen der Schüler sollen auch emotionale Ansprüche einen permanenten Lernprozess in Gang setzen und die Schüler dazu anregen, sich mit dem Lernstoff intensiv und persönlich auseinanderzusetzen und zu eigenen Wertungen zu gelangen. Das Kind sollte dadurch möglichst zum selbstständigen Lernen angeregt und motiviert werden.

### Zielsetzung
Der Kerngedanke des Ansatzes liegt in dem engen Zusammenhang von Lehre und Lernendem. So gilt es, die Perspektiven der Schüler in das Unterrichtsgeschehen zu integrieren und zum Gegenstand zu machen. Auch ein „falsches“ Verstehen und „Verstörungen“ sollen zu Wort kommen und ernst genommen werden. Nicht zuletzt deswegen berücksichtigt der Ansatz mit den elementaren Erfahrungen, den elementaren Zugängen und den elementaren Lernformen größtenteils Schülerperspektiven. Spezifisch für das Fach Religion ist v. a. die Frage nach den elementaren Wahrheiten. Denn hier kann auch der Lehrer mit einer persönlichen Positionierung in Fragen des Sinnes und des Weltzugangs auftreten, von der sich die Schüler dann konkret abgrenzen können oder aber daran Orientierung für ihr eigenes Leben erfahren.